# Bronhalivka, Pidhaiți
Bronhalivka (în ucraineană Бронгалівка) este localitatea de reședință a comunei Bronhalivka din raionul Pidhaiți, regiunea Ternopil, Ucraina.

## Demografie
Componența lingvistică a localității Bronhalivka
     Ucraineană (100%)
Conform recensământului din 2001, toată populația localității Bronhalivka era vorbitoare de ucraineană (100%).